# Tie Your Mother Down
A Tie Your Mother Down az első dal a brit Queen rockegyüttes 1976-os A Day at the Races albumáról. A szerzője Brian May gitáros volt. 1977. március 8-án kislemezen is megjelent, Angliában a 31., Amerikában a 49. helyet érte el a slágerlistán. 2005-ben megjelent a „Reaching Out / Tie Your Mother Down” kislemezen, amelyet a 2005-ös Queen + Paul Rodgers koncertek alapján összeállított Return of the Champions koncertalbumról másoltak ki. Ez a kislemez a 12. helyet érte el az angol slágerlistán.
A hagyományos keményrock szerkezetű dal középpontjában egy jellegzetes gitárriff áll, amelyet May az Escher-lépcsők zenei megfelelőjének nevezett. Mind kislemezként, mind az album részeként pozitív kritikákat kapott. Megjelenésétől kezdve szinte minden koncertjükön játszották. Nagyon népszerű az együttes rajongóinak körében.

## Háttér és felvételek
May még 1975 körül több időt töltött Tenerifén, egy óriási teleszkóp mellett dolgozva, hogy a csillagászati doktorátusát tökéletesítse. Elmondása szerint rendszeresen a szabad ég alatt, egy domb tetejéről nézte a naplementéket, és gyakran egy spanyolgitárral pengetett közben. Egy ilyen alkalommal ugrott be a dal jellegzetes riffje, a „tie your mother down” (kötözd meg anyád) szavakat pedig viccként dúdolta mellé. Később azt nyilatkozta, hogy a dalra nagy hatással volt Rory Gallagher stílusa.
1976 júliusa és novembere között többek közt ezen a dalon is dolgoztak a The Manor, Wessex és Sarm stúdiókban az A Day at the Races dalainak felvétele során. May a gitáron egy számára szokásos beállításban játszott: a hídi és a középső hangszedő azonos fázisba volt kapcsolva. Bizonyos részeket egy üveg slide gyűrűvel játszott fel.

## Megjelenés és fogadtatás
Furcsa szövege és kemény stílusa miatt nem volt kifejezetten kislemezre való dal, 1977. március 8-án mégis kiadták – a második kislemez volt az A Day at the Races lemezről. A klasszikus rock rádiók ugyan játszották, mégsem ért el nagy sikereket, Angliában csak a 31., Amerikában csak a 49. helyet érte el a slágerlistán.
A megjelenése idején nagyrészt jól fogadták a kritikusok, mint nem túl jelentős, de jó hangulatú dalocskát. Az NME azt írta rá: „visszatértek oda, ahonnan indultak: a hard rockhoz”, a The Times „valódi véres költészetnek” nevezte, míg a Record Mirror így méltatta: „a legjobb rockdaluk, amelyet valaha írtak, továbbá a legerősebb kezdő dal egy lemezen, amit valaha is hallhattunk”. A The Washington Post szerint kihívás intéz a Led Zeppelin leghíresebb számai felé, a szövege pedig nagyszerűen kifejezik a heavy metal tinédzserlázadást. Akik nem szerették, főleg az egyszerűségét rótták fel, például a Circus magazin szerint „pont elég rock & roll ahhoz, hogy a gyerekek érdeklődését fenntartsa. Bolondos, butácska, Hoople-szerű.”
A későbbi kritikák rendszerint pozitívan értékelik. 2002-ben Jim DeRogatis az együttes legjobb heavy metal dallamának nevezte, Andy Robson, a Classic Rock kritikusa az album kiemelkedő számának tartotta, Stephen Thomas Erlewine az AllMusic oldalán pedig ezt írta róla: „céltudatos hard rock, kevéske – meglehetősen nyilvánvaló – perverzitással”.

## Zene és szöveg
A „Tie Your other Down” egy egyszerű riffre ép ülő, nyers rockdal, nem hasonlít a Queenre jellemző, kimunkált, túlprodukált dalokra. Mark Blake szerint „az Eddie Cochran/Chuck Berry formula modernkori átirata: tinédzser lázadás, rosszalló szülők, és egy kis szex”. 4/4-es ütemű, Esz dúrban íródott, és viszonylag gyors, percenként 138-as a ritmusa.
Egy rövid instrumentális bevezetővel indul, amelyet May így jellemzett: „Ez annak a lépcsőháznak a zenei megfelelője, amelyik a tér négy oldalán megy körbe, és úgy néz ki, mintha emelkedne. Egy Escher-festmény. Ennek a megfelelőjének volt szánva, mert minden része emelkedik, és egy oktávval lejjebb kerül. És ugyanez hátrafelé, mert eljátszottam fokozatosan mélyülve is.” A hallgató a képek optikai csalódásához hasonlóan úgy érzi, hogy a gitár hangszíne emelkedik, de valójában nem változik. Az album utolsó dala a „Teo Torriatte” ugyanezzel a rövid instrumentális levezetéssel zárul, ezzel azt a hatást akarták kelteni, mintha a lemez dalai vég nélküli körben követnék egymást. A kislemez kiadáson ezt az instrumentális bevezetőt kivágták.
A sokszor félreértelmezett dal furcsa felszólítása valójában a szülők elleni lázadásra buzdít. May egy 1991-es interjúban ezt mondta a szövegről: „Nem az anyukámról szól. Valójában egy fiatal fiú frusztrációjának a történetét meséli el […] … nem olyan személyes, mint általában a legtöbb dalom, inkább vicces. Persze blöffölök, mert nem emlékszem miről szól. […] Néha kijössz egy apró riffel, majd hozzápakolsz néhány szót, és fogalmad sincs róla, mit akar jelenteni. Úgy emlékszem, azt gondoltam, nem elég jó a címe a dalnak, de mindenki azt mondta, hogy »jó ez, teljesen rendben van«, így a címhez igazodva építettük köré a szöveget.”

## Videóklip
A dalhoz készült videóklipet Bruce Gowers rendezte. A koncertet utánozó filmet 1977 februárjában, az amerikai turnéjuk New York-i állomásán, egy hangpróba során vették fel. A heves és látványos robbantások következményeként Roger Taylor dobos egy alkalommal kizuhant a dobok mögül, de nem esett komolyabb baja.

## Élőben
Már 1976 augusztusában előadták egy koncerten, ezelőtt, hogy felvették volna. Később minden koncertjükön előadták 1976 és 1986 között, May elmondása szerint nagyon könnyen tudta játszani gitáron. A Freddie Mercury emlékkoncerten Joe Eliott, a Def Leppard énekese énekelte. Az 1990-es évektől May rendszeresen játszotta a szólókoncertjein, és a Queen + Paul Rodgers koncerteken is állandóan műsoron volt. Szerepel a Live Killers, Live Magic és Live at Wembley ’86 koncertlemezeken, a Queen: Live at Wembley Stadium és We Will Rock You DVD kiadványokon (ami 2007-ben Queen Rock Montreal címen jelent meg, lényegében azonos tartalommal).

## Feldolgozások
- Egy 1997-es Queen tribute albumon a Motörhead énekese, Lemmy segítségével készült hozzá feldolgozás.
- Roger és Brian előadták a Foo Fighters együttessel a Queen Rock and Roll Hall of Fame-be való beiktatásakor 2001-ben, majd 2006-ban is a VH1 Rock Honors előadáson.
- Az L.A. Guns együttes 2004-es feldolgozásokat tartalmazó albumán, a Rips the Covers Offon is szerepel.
- Több másik Queen dal mellett szerepelt a Rock Band elnevezésű virtuális gitár játék internetről letölthető dalai között.[17]

## Közreműködők
- Ének: Freddie Mercury
- Háttérvokál: Queen

Hangszerek:
- Brian May: Red Special
- John Deacon: Fender Precision Bass
- Roger Taylor: Ludwig dobfelszerelés

## Kiadás és helyezések
| Helyezések \| Év \| Ország \| Helyezés \| \| ---- \| ----------------------------- \| -------- \| \| 1977 \| Brit kislemezlista[18] \| 31 \| \| 1977 \| Amerika Billboard Hot 100[19] \| 49 \| \| 1977 \| Belgium Ultratop[20] \| 18 \| \| 1977 \| Hollandia MegaCharts[20] \| 10 \| | 7" kislemez (EMI 2593, Anglia/Elektra E45385, Amerika) 1. Tie Your Mother Down – 3:45 2. You and I – 3:25 7" kislemez (Elektra P-193 E, Japán) 1. Tie Your Mother Down – 3:45 2. Drowse – 3:45 |          |
| Év | Ország | Helyezés |
| 1977 | Brit kislemezlista | 31       |
| 1977 | Amerika Billboard Hot 100 | 49       |
| 1977 | Belgium Ultratop | 18       |
| 1977 | Hollandia MegaCharts | 10       |